# Робоча бджола

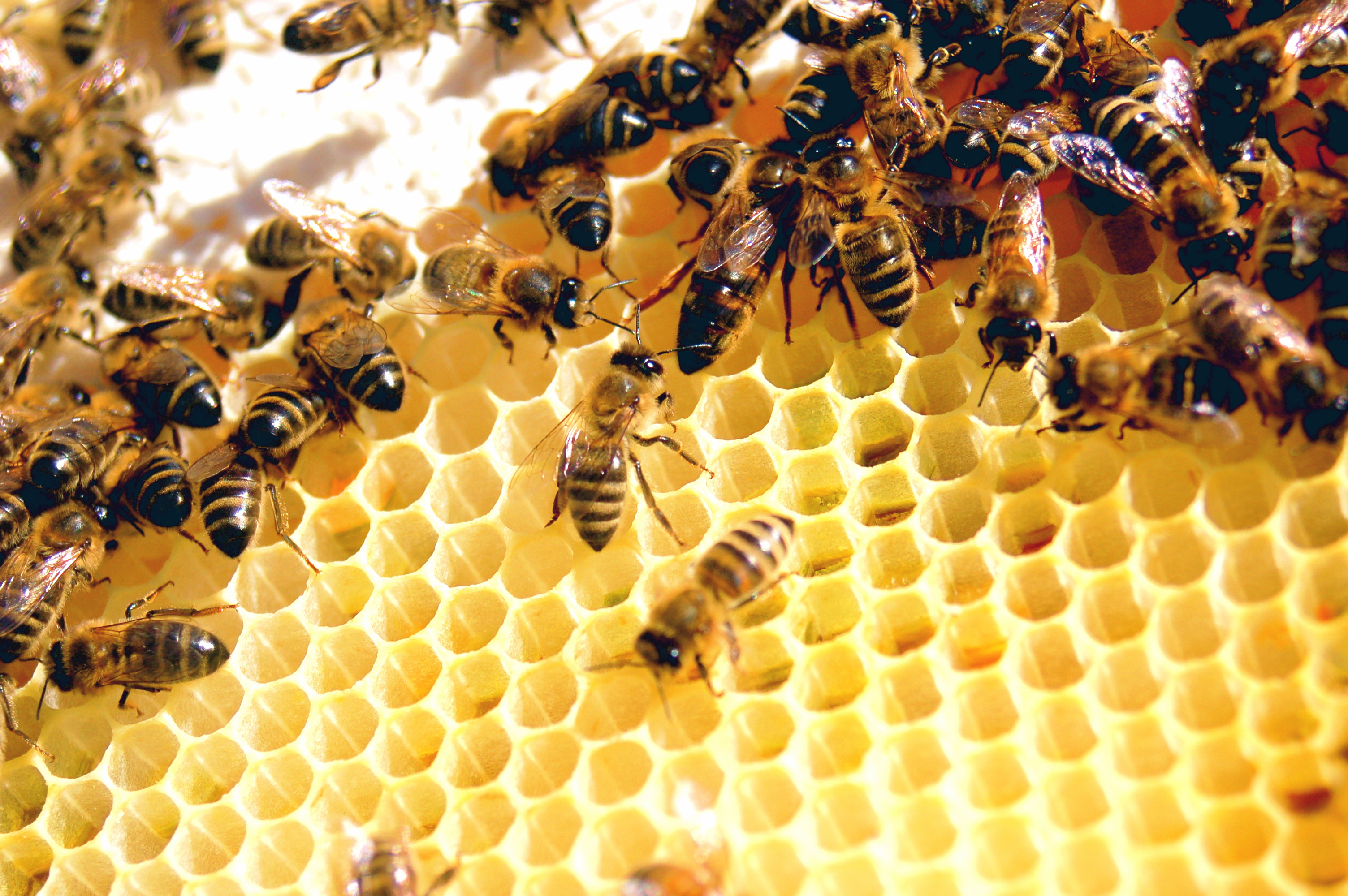
Робочі бджоли (із маткою)

Робоча бджола — це будь-яка жіноча особина бджолиної сім'ї (еусоціальної спільноти), із недорозвиненими репродуктивними органами (на відміну від матки). Відсутність репродуктивних функцій компенсується нерепродуктивною корисною діяльністю осіб. Робочі бджоли бувають у багатьох видах бджіл,  але найчастіше цей термін використовують саме по відношенню до бджоли медоносної.
Робочі бджоли збирають пилок, формують бджолине обніжжя, яке складають у спеціальні пилкові кошики на задній парі ніг, щоб нести у вулик, де він використовується як їжа для розплоду, який росте і розвивається. Пилок, який переносять на своїх тілах бджоли, може переноситися на інші квітки, і невелика його частина осідає на гінецеї, саме таким чином відбувається перехресне запилення, а рослини, які запилюються за допомогою комах називаються ентомофільними. Майже все постачання продовольства сучасної цивілізації, що вживається безпосередньо людьми, або використовується на корм худобу, а похідні продукти (молоко, молокопродукти і м'ясо) потім споживаються, значною мірою залежить від врожаю, який, в свою чергу, залежить від запилення за допомогою бджіл. Нектар всмоктується через хоботок, змішується з ферментами в шлунку, потім бджоли приносять його до вулика, де він зберігається у воскових комірках і після випаровування зайвої вологи перетворюється на мед.

## Життєвий цикл
Робочі особини медоносної бджоли підтримують у вулику стабільну температуру, особливо в зоні розплоду. Розплід зазвичай знаходиться на центральних рамках гніздового корпусу. Робітниці повинні підтримувати температуру 34,4 °С для інкубації яєць. Якщо стає надто тепло, вони приносять воду і розбризкують її навколо розплоду, потім вентилюють повітря своїми крилами, що знижує температуру за рахунок випаровування. У випадку похолодання бджоли збираються гуртом, щоб генерувати тепло своїми тілами. Це є гарний приклад гомеостазу.
Життя всіх медоносних бджіл починається з яйця, яке відкладає матка на дно воскової комірки стільника в гніздовій частині вулика. Із яєць через 3 дні вилуплюються личинки. Бджоли-годувальниці, які доглядають за розплодом, спочатку годують всіх личинок маточним молочком, а після сумішшю меду та пилку протягом шести днів. Потім настає неактивна фаза лялечки.
Протягом наступних 14 днів, коли лялечки запечатуються у комірках, вони дозрівають. Через 21 день після відкладання яйця з комірки виходить доросла робоча бджола. У більшості видів медоносних бджіл робочі бджоли виконують всі роботи у вулику, окрім відкладання яєць (окрім випадків появи бджіл-трутівок, які незапліднені, але відкладають тільки трутневі яйця, з яких виростають недорозвинені трутні) та спаровування із трутнями. Вони будують стільники із воску, який виділяється зі спеціальних залоз на черевці (воскові дзеркальця). Потім, коли вже повністю сформовані, виконують велику кількість інших робіт (див нижче).
| Тип           | Яйце      | Личинка   | Запечатування комірок | Лялечка                                                          | Період остаточного розвитку (Днів до появи) | Початок плодючості | Довжина Тіла | Вага при народженні |
| ------------- | --------- | --------- | --------------------- | ---------------------------------------------------------------- | ------------------------------------------- | ------------------ | ------------ | ------------------- |
| Робочі бджоли | до 3 днів | до 9 днів | 9-й день              | з'являється на 10-й день (на 11-й, або 12-й день остання линька) | 21 день (діапазон: 18-22 днів)              | Відсутня           | 12-15 мм     | майже 100 мг        |

## Поведінка під час роїння
Коли сім'я злітає (всі бджоли залишають житло) або ділиться, з утворенням рою, потім започатковує нову колонію. В такому випадку бджоли повинні змінити свою поведінку, для того, щоб вивести перше покоління в новому житлі. Гострою проблемою є побудова нових стільників, для цього бджолам потрібно почати виділяти віск. Пасічники, які формують нові бджолині сім'ї шляхом розділення наявних сімей, або шляхом роїння, намагаються забезпечити їх стільниками.
Для виділення певної маси воску бджоли мають спожити у 5-6 разів більше меду. Якщо на пасіці немає запасів щільників, пасічники намагаються полегшити бджолам будівництво нових, і підгодовують сім'ї цукровим сиропом, або сиропом із меду.

## Черговість виконуваних завдань

### Чистка комірок (1-2 дні)
Розплідні комірки повинні бути очищені перед наступним використанням. Комірки перевіряються маткою перед відкладанням яйця. Якщо комірка не сподобається, в таку комірку вона не буде відкладати яйце. Робочі бджоли на початковому етапі свого життя саме й займаються чисткою комірок. Комірку будуть очищувати знову і знову, поки матка не визнає її придатною і відкладе в неї яйце.

### Годувальниці (3-11 день)
Бджоли-годувальниці у віці 3-5 днів годують лише старших личинок робочих бджіл сумішшю меду й пилку.
- Досвідчені годувальниці (6-11 день)
  - У віці 5-6 днів розвиваються залози, що виділяють молочко. Бджола починає годувати також молодших личинок та личинок маток.

### Вироблення воску (12-17 день)
В цей період бджоли з будують нові стільники з воску, ремонтують старі, а також приймають і складають нектар і пилок, які приносять у вулик інші робочі бджоли. Цей період діяльності починається із початком виділенням воску зі спеціальних залоз на нижній частині черевця у бджоли. Чотири пари воскових залоз, розташовані посередині на чотирьох останніх черевних сегментах черевця.

## Діяльність робочих бджіл
Роботи бджіл поділяються на два періоди: внутрішньовуликові та польові роботи. Діяльність робочих бджіл залежить від періоду розвитку певних органів у бджоли, а також від зовнішніх умов. Зміни у стані сім'ї та в зовнішніх умовах можуть викликати зміни у виконанні робіт бджолами. Наприклад, коли починається сильний взяток, більша частина бджіл переключається на збір нектару. В багатьох випадках пасічник може полегшити життя сім'ї, якщо звільнить робочих бджіл від виконання важкої та малопродуктивної роботи. Наприклад: видаляти зіпсовані рамки, із запліснявілою пергою, закристалізованим медом, рамки із старими стільниками чорного кольору; піднімати корпуси та стельові дошки у період інтенсивного взятку, що звільняє значну частину бджіл від вентилювання вулика; весною проводити чистку вуликів, і бджоли не будуть зайняті санітарною роботою у весняну холодну пору, коли ще й частина бджіл можуть не повернутися.

### Переробка меду
Зрілий мед, який утворився із нектару, з якого повністю випарували зайву вологу, «запечатують» тонкими восковими кришечками, щоб у майбутньому запобігти поглинанню вологи із повітря та псуванню меду.

### Годування трутнів
Молоді трутні не здатні їсти самостійно, поки вони молоді; їх годують робочі бджоли. Потім, коли трутні дорослішають, вони здатні самостійно харчуватися із поставок меду.

### Догляд за маткою
Почет матки годує та доглядає її. Ці бджоли також збирають нижньощелеповий феромон матки і діляться ним з іншими бджолами сім'ї, які передають його далі і поширюють на весь вулик.

### Будівництво стільників
Робочі бджоли беруть віск в інших бджіл, які його виробляють, і разом будують стільники.

### Пакування пилку
Обніжжя, яке потрапляє у вулик для вигодовування розплоду, також зберігається. Його щільно трамбують у комірки та змішують із невеликою кількістю меду, щоб пилок не зіпсувався. Він під дією невеликої кількості цукрів, меду та молочнокислих бактерій перетворюється на пергу та консервується молочною кислотою. На відміну від меду, який пригнічує життєдіяльність бактерій, пилок без належного зберігання стає прогірклим. Перга повинна зберігатися в медових комірках.

### Прополісування
Стінки вулика покриті тонким шаром прополісу (смолистою речовиною, яку бджоли збирають з рослин). У поєднанні з ферментами, які додаються робітницями, цей продукт набуває антибактеріальних та протигрибкових властивостей. Прополіс використовується для регулювання вентиляції у вулику та ширину льотку.
Деякі бджоли (наприклад, Melipona scutellaris) додають до суміші ще й бруд, виготовляючи так званий геопрополіс. Ця речовина має протимікробну і антипроліферативну активність, і було доведено, що вона може бути джерелом антибіофільмових агентів. Вона також представлена селективність відносно ліній людських ракових клітин при низьких концентраціях в порівнянні з нормальними клітинами.

### Бджоли-санітарки
Мертвих бджіл і невдалих личинок необхідно видалити з вулика, щоб запобігти хворобам і повторно використати стільники. Бджоли-санітарки викидають їх з вулика.

### Вентиляція вулика
Робочі бджоли вентилюють вулик, охолоджуючи його та випаровуючи воду, яку приносять інші бджоли. Робітниці направляють потік повітря у вулик або з вулика залежно від потреби.

### Бджоли-водоноси
Якщо вулик піддається ризику перегріву, бджоли мають добути воду, зазвичай в невеликій відстані від вулика. Бджоли приносять воду до вулика, і розпорошують її на спини бджіл, які вентилюють вулик. Для цієї мети бджоли мають відокремлене воло, ніж для перенесення нектару.

### Бджоли-охоронці
Бджоли, які охороняють вулик, стоять напроти льотка, і захищають його від чужих бджіл та будь-яких загарбників, таких як оси. Кількість охорони залежить від виду бджіл, сезону, погоди, наявності взятку та розміру льотка.
Наприклад, охорона бджіл виду Tetragonisca angustula і Schwarziana quadripunctata є прикладами соціальних бджіл, які впроваджують звисаючі входи у свої гнізда, щоб забезпечити вищий рівень захисту від ворогів.

### Бджоли-збиральниці (22-42 дні)
Бджоли-розвідниці та бджоли-збиральниці відлітають від вулика на відстані до 8 кілометрів до джерела нектару, пилку або для збирання прополісу.

## Генетичні особливості
У найпоширеніших видів бджіл робочі особини є безплідними через вимушений альтруїзм родинного добору,, і тому не здатні до розмноження. Але за анатомічними та генетичними ознаками робочі бджоли є самицями. Генетично робочі бджоли не відрізняються від матки та за певних обставин можуть почати відкладати яйця (бджоли-трутівки), але у більшості видів із відкладених яєць будуть розвиватися лише трутні. Чи стане личинка маткою, чи робочою бджолою - залежить від того, якою їжею годували її після перших трьох днів личинкової фази.

## Жало

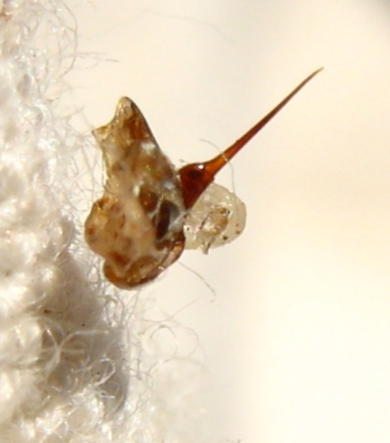
Жало чорної бджоли, яке витягнули з тіла та залишили на захисному одязі

Жало робочих бджіл — це складний орган, який дозволяє бджолам захистити себе і вулик від більшості ссавців. При атаці бджоли ціляться в обличчя, тому, що відчувають ділянки з високим рівнем діоксиду вуглецю (як і комарі). Через зазубрену структуру кінчика жала, воно зазвичай залишається у тілі жертви, коли бджоли атакують ссавців і птахів. В такому випадку, резервуар з отрутою залишається з жалом і продовжує вводити отруту в тіло жертви. Оскільки із жалом відривається частина тіла бджоли та частина внутрішніх органів, згодом бджола помирає.
Зубці жала не чіпляються в тілі всіх інших тварин (окрім ссавців та птахів), це означає, що таких тварин бджоли можуть жалити багато разів.

## Безжалі бджоли
У групі бджіл є види, які проживають на всіх континентах, окрім Європи і Антарктиди, в яких робочі особини не мають жала. Але ці бджоли також не беззахисні, вони можуть кусати нападників своїми щелепами, в деяких випадках випускають їдкі виділення під час укусів, що схоже на оборону деяких мурах.